# Sideritis guayedrae
Espèce
Sideritis guayedrae est une espèce de plantes de la famille des Lamiaceae et du genre des Sideritis.